# Andrew Pleavin
Andrew Pleavin, né le 13 avril 1968 à Londres, est un acteur britannique connu pour ses apparitions dans les films ou dans des séries, tels que Attila ou encore Batman Begins.

## Biographie
Andrew Pleavin est surtout connu pour son rôle de Daxos dans le film 300.
Il s’entraîna aussi de 1993 à 1996 au London Drama Centre.
En 2010, il apparaît dans le film Inception de Christopher Nolan.

## Filmographie
- 1998 : Cash in Hand de Justin Baldwin : Barman
- 2000 : Distant Shadow de Howard J. Ford : Collins
- 2002 : Re-inventing Eddie de Jim Doyle : Sergent de police Carter
- 2004 : Indestructible (Unstoppable) (TV) : Cherney
- 2004 : Playground Logic de Matthew Sanger : Tony Dear
- 2005 : Batman Begins de Christopher Nolan : Policier
- 2005 : Tuesday court-métrage de Timo Tolonen : Brian
- 2007 : 300 de Zack Snyder : Daxos
- 2009 : Blood : The Last Vampire de Chris Nohan : Frank Nielsen
- 2010 : Inception de Christopher Nolan : Homme d'affaires
- 2011 : William & Kate : Romance royale (William & Catherine: A Royal Romance) (TV) : Col Huntington
- 2011 : The Gift de Viorel Sergovici et Radu Nicolae : Andrew Lascu
- 2013 : 300: Rise of an Empire de Noam Murro : Daxos
- 2014 : Un amour sur mesure (Love by Design) (TV) : Oscar
- 2016 : Free Dance (High Strung) de Michael Damian : Slater